# 500 kilomètres de Monza FIA GT 1999
Navigation
Édition suivante

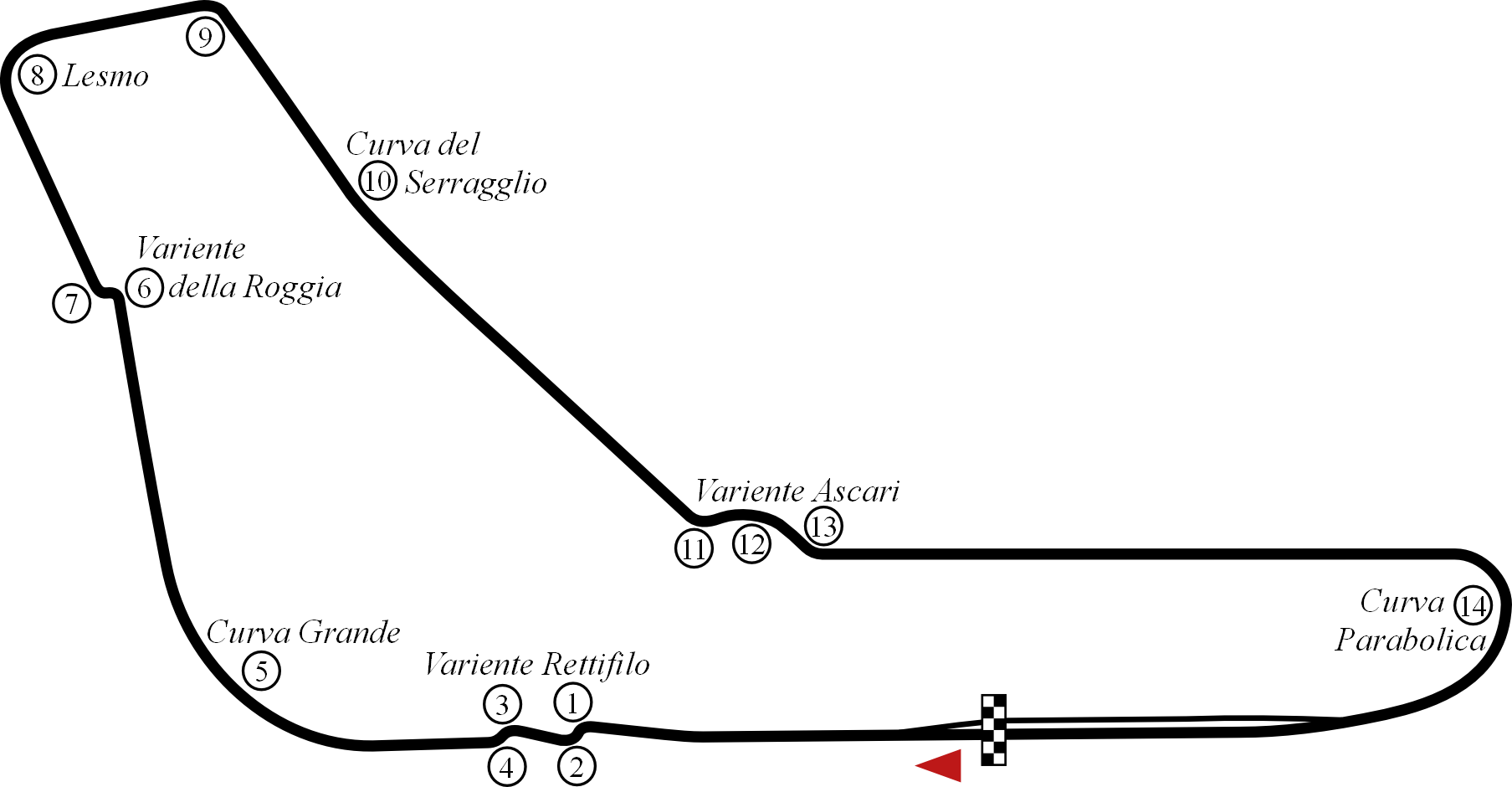
Circuit de Monza entre 1995 et 1999

Les 500 kilomètres de Monza 1999 FIA GT, disputées le 25 octobre 1998 sur le circuit de Monza, sont la première manche du championnat FIA GT 1999.

## Course

### Classement de la course
Classement à l'issue de la course (vainqueurs de catégorie en gras), :
| Pos.   | N° | Écurie                      | Pilotes                                                      | Châssis                   | Pneus | Tours |
| Pos.   | N° | Écurie                      | Pilotes                                                      | Moteur                    | Pneus | Tours |
| ------ | -- | --------------------------- | ------------------------------------------------------------ | ------------------------- | ----- | ----- |
| 1      | 1  | Chrysler Viper Team Oreca   | Olivier Beretta Karl Wendlinger                              | Chrysler Viper GTS-R      | M     | 86    |
| 1      | 1  | Chrysler Viper Team Oreca   | Olivier Beretta Karl Wendlinger                              | Chrysler 8.0L V10         | M     | 86    |
| 2      | 2  | Chrysler Viper Team Oreca   | Jean-Philippe Belloc David Donohue                           | Chrysler Viper GTS-R      | M     | 86    |
| 2      | 2  | Chrysler Viper Team Oreca   | Jean-Philippe Belloc David Donohue                           | Chrysler 8.0L V10         | M     | 86    |
| 3      | 15 | Freisinger Motorsport       | Michel Ligonnet Wolfgang Kaufmann                            | Porsche 911 GT2           | D     | 85    |
| 3      | 15 | Freisinger Motorsport       | Michel Ligonnet Wolfgang Kaufmann                            | Porsche 3.6L Turbo Flat-6 | D     | 85    |
| 4      | 19 | Chamberlain Motorsport      | Christian Vann Christian Gläsel                              | Chrysler Viper GTS-R      | M     | 85    |
| 4      | 19 | Chamberlain Motorsport      | Christian Vann Christian Gläsel                              | Chrysler 8.0L V10         | M     | 85    |
| 5      | 33 | GLPK Racing                 | Vincent Vosse Didier Defourny                                | Chrysler Viper GTS-R      | D     | 85    |
| 5      | 33 | GLPK Racing                 | Vincent Vosse Didier Defourny                                | Chrysler 8.0L V10         | D     | 85    |
| 6      | 21 | Paul Belmondo Racing        | Paul Belmondo Claude-Yves Gosselin                           | Chrysler Viper GTS-R      | D     | 84    |
| 6      | 21 | Paul Belmondo Racing        | Paul Belmondo Claude-Yves Gosselin                           | Chrysler 8.0L V10         | D     | 84    |
| 7      | 8  | Haberthur Racing            | Luca Cappellari Filippo Salvarni Michel Neugarten            | Porsche 911 GT2           | D     | 83    |
| 7      | 8  | Haberthur Racing            | Luca Cappellari Filippo Salvarni Michel Neugarten            | Porsche 3.6L Turbo Flat-6 | D     | 83    |
| 8      | 3  | Roock Racing                | Claudia Hürtgen Stéphane Ortelli                             | Porsche 911 GT2           | Y     | 83    |
| 8      | 3  | Roock Racing                | Claudia Hürtgen Stéphane Ortelli                             | Porsche 3.6L Turbo Flat-6 | Y     | 83    |
| 9      | 29 | Autorlando                  | Marco Spinelli Fabio Villa Gabriele Sabatini                 | Porsche 911 GT2           | P     | 83    |
| 9      | 29 | Autorlando                  | Marco Spinelli Fabio Villa Gabriele Sabatini                 | Porsche 3.6L Turbo Flat-6 | P     | 83    |
| 10     | 77 | Seikel Motorsport           | Ernst Palmberger Nigel Smith Richard Nearn                   | Porsche 911 GT2           | D     | 82    |
| 10     | 77 | Seikel Motorsport           | Ernst Palmberger Nigel Smith Richard Nearn                   | Porsche 3.6L Turbo Flat-6 | D     | 82    |
| 11     | 4  | Roock Racing                | André Ahrlé Hubert Haupt                                     | Porsche 911 GT2           | Y     | 82    |
| 11     | 4  | Roock Racing                | André Ahrlé Hubert Haupt                                     | Porsche 3.6L Turbo Flat-6 | Y     | 82    |
| 12     | 24 | RWS Motorsport              | Horst Felbermayr, Sr. Horst Felbermayr, Jr.                  | Porsche 911 GT2           | ?     | 81    |
| 12     | 24 | RWS Motorsport              | Horst Felbermayr, Sr. Horst Felbermayr, Jr.                  | Porsche 3.6L Turbo Flat-6 | ?     | 81    |
| 13     | 10 | Marcos Racing International | Cor Euser Mike Hezemans                                      | Marcos Mantara LM600      | D     | 80    |
| 13     | 10 | Marcos Racing International | Cor Euser Mike Hezemans                                      | Chevrolet 5.9L V8         | D     | 80    |
| 14     | 9  | Haberthur Racing            | Stefano Bucci Andrea Garbagnati Mauro Casadei                | Porsche 911 GT2           | D     | 80    |
| 14     | 9  | Haberthur Racing            | Stefano Bucci Andrea Garbagnati Mauro Casadei                | Porsche 3.6L Turbo Flat-6 | D     | 80    |
| 15     | 6  | Konrad Motorsport           | Franz Konrad Bob Wollek                                      | Porsche 911 GT2           | D     | 79    |
| 15     | 6  | Konrad Motorsport           | Franz Konrad Bob Wollek                                      | Porsche 3.6L Turbo Flat-6 | D     | 79    |
| 16     | 26 | Grassi                      | Ruggero Grassi Anssi Münz                                    | Porsche 911 GT2           | ?     | 79    |
| 16     | 26 | Grassi                      | Ruggero Grassi Anssi Münz                                    | Porsche 3.6L Turbo Flat-6 | ?     | 79    |
| 17     | 78 | Seikel Motorsport           | Renato Mastropietro (en) Raffaele Sangiuolo Claudio Padovani | Porsche 911 GT2           | D     | 78    |
| 17     | 78 | Seikel Motorsport           | Renato Mastropietro (en) Raffaele Sangiuolo Claudio Padovani | Porsche 3.6L Turbo Flat-6 | D     | 78    |
| 18     | 27 | MAC Racing                  | Luciano Tamburini Ruggero Melgrati                           | Porsche 911               | ?     | 77    |
| 18     | 27 | MAC Racing                  | Luciano Tamburini Ruggero Melgrati                           | Porsche 3.4L Flat-6       | ?     | 77    |
| 19     | 16 | Freisinger Motorsport       | Manfred Jurasz Ray Lintott                                   | Porsche 911 GT2           | D     | 76    |
| 19     | 16 | Freisinger Motorsport       | Manfred Jurasz Ray Lintott                                   | Porsche 3.6L Turbo Flat-6 | D     | 76    |
| 20     | 20 | Bovi Motorsport             | Attila Barta Ferenc Rátkai Kálmán Bódis                      | Porsche 911 GT2           | ?     | 70    |
| 20     | 20 | Bovi Motorsport             | Attila Barta Ferenc Rátkai Kálmán Bódis                      | Porsche 3.6L Turbo Flat-6 | ?     | 70    |
| 21     | 5  | Roock Sportsystem           | Michael Eschmann Hugh Price John Robinson                    | Porsche 911 GT2           | Y     | 62    |
| 21     | 5  | Roock Sportsystem           | Michael Eschmann Hugh Price John Robinson                    | Porsche 3.6L Turbo Flat-6 | Y     | 62    |
| 22 DNF | 22 | Paul Belmondo Racing        | Emmanuel Clérico Christophe Pillon                           | Chrysler Viper GTS-R      | D     | 52    |
| 22 DNF | 22 | Paul Belmondo Racing        | Emmanuel Clérico Christophe Pillon                           | Chrysler 8.0L V10         | D     | 52    |
| 23 DNF | 25 | Lister Cars                 | Julian Bailey Tiff Needell Bobby Verdon-Roe (en)             | Lister Storm              | M     | 33    |
| 23 DNF | 25 | Lister Cars                 | Julian Bailey Tiff Needell Bobby Verdon-Roe (en)             | Jaguar 7.0L V12           | M     | 33    |
| 24 DNF | 28 | Ebimotors                   | Fabio Babini Massimo Frigerio                                | Porsche 911 GT2           | ?     | 27    |
| 24 DNF | 28 | Ebimotors                   | Fabio Babini Massimo Frigerio                                | Porsche 3.6L Turbo Flat-6 | ?     | 27    |
| 25 DNF | 69 | Proton Competition          | Gerold Ried Christian Ried Patrick Vuillaume                 | Porsche 911 GT2           | Y     | 25    |
| 25 DNF | 69 | Proton Competition          | Gerold Ried Christian Ried Patrick Vuillaume                 | Porsche 3.6L Turbo Flat-6 | Y     | 25    |
| 26 DNF | 18 | Chamberlain Motorsport      | Ni Amorim Will Hoy                                           | Chrysler Viper GTS-R      | M     | 6     |
| 26 DNF | 18 | Chamberlain Motorsport      | Ni Amorim Will Hoy                                           | Chrysler 8.0L V10         | M     | 6     |